# Hurgoi
Hurgoi (sau Hurgoiu), nume de familie românesc, de proveniență din zona județului Cluj. Celebrul lingvist român, Iorgu Iordan, in "Dicționarul numelor de familie românești", București, Editura Științifică și Enciclopedică, 1983, explica proveniența acestui nume de la un instrument muzical numit hurgoiu, insemnând "bucium făcut din scoarță de salcie".
În Ungaria, în orașul Giula/Jula/Gyula din judetul Bekes/Bichis, numele se întâlnește dinainte de 1804, iar în orașul Békés-Csaba un nume asemanator apare dinainte de 1763 (ex: Hirgo Peter, muzicant, născut în 1763 în Békés-Csaba și decedat tot aici la 16 octombrie 1851). 
În urbariul Mariei Tereza din 9 februarie 1787 pentru localitatea Socodor (Szekudvar), din judetul Arad, apare un Horgoly Gyorgy intre cei impozitati. La 1715 apare si un Hurgi Triff, înregistrat în conscripția localitații Zdrapți, din județul Arad. 
În Sieu, judetul Bistrita-Nasaud, apare un Hurguly Makave în registrele cadastrale la 1770. 
În urbariul comunei Sebes din 1666, judetul Alba, apare un Horgolyos Gal.
In urbariul comunei Homorod (Olah-Homorok) din judetul Bihor din 1804 apare un Hurgoly Gabor, iar in Nojorid apar in 1773 listati Hurguly (Hurgoly) Ioan, Ilie si Todor.  
In Tara Oltului din zona Fagarasului, numele Hurgoiu apare in actele urbariale ale localitatii Sebes, intre anii 1722-1758, ca imigrant din zona Clujului.
Nu se stie daca toate aceste nume sunt legate de aceeasi familie.  
Teste de ADN fãcute pe linia paternalã a lui Vasile Hurgoi (1770  - 15 august 1831, Gyula, Orasul mare românesc, Ungaria) au descoperit apartenenta la haplogrupul Y-DNA R1a-L260>YP610. Astãzi, acest haplogrup este prevalent în Polonia si Slovacia. De altfel, recensãmântul maghiar din 1828 aratã un Lup Hurgoi, plãtind impozit, si având vârsta de peste 60 de ani (pater familias supra 60 annos). El a trãit in Gyula pânã in 1828, murind la câteva luni de la recensãmânt. In actele feudale din 1803-1807, apare scris Lupp Toth Hurgoj, adicã "slovacul". Este posibil ca Lup si Vasile sã fi fost frati sau verisori. Un proiect de ADN pentru linia Hurgoi a fost creat la Family Tree DNA pentru elucidarea zonei de origine a acestei linii genealogice.
Varianta numelui Horga apare in judetele Arad, Zarand, Solnoc si Hunedoara.
Numele Hurgoi apare in zona de sud-est a Ungariei și in vestul României, Transilvania, iar sporadic in alte zone din țară, inclusiv in București.
Numele apare și în varianta maghiară Hurgoj, Hurguj, Hurguly, Horguj, Horguly, in zona județului Bichiș din Ungaria. Alte nume sunt Hergye, Horga, Horgas. În Franta apare numele Hurgo, dar e posibil sa fie doar o coincidenta lexicala.
Conform și cu toponimul, Dealul Hurgoi (642 metri altitudine), adăpostește Peștera cu diaclaze din Dealul Hurgoi, situată la interfluviul Valea Porcului - Ronișoara, la vest de localitatea Rona de Sus, din județul Maramureș. Valea Hurgoi se varsă in râul Valea Ursului, afluent al râului Rona.